# Izrael az 1996. évi nyári olimpiai játékokon
Izrael az egyesült államokbeli Atlantában megrendezett 1996. évi nyári olimpiai játékok egyik részt vevő nemzete volt. Az országot az olimpián 10 sportágban 25 sportoló képviselte, akik összesen 1 érmet szereztek.

## Érmesek
| Érem  | Versenyző   | Sportág    | Versenyszám           |
| ----- | ----------- | ---------- | --------------------- |
| Bronz | Gal Fridman | Vitorlázás | Férfi szörfvitorlázás |

## Atlétika
| Versenyző             | Versenyszám | Selejtező | Selejtező | Döntő    | Döntő    |
| Versenyző             | Versenyszám | Eredmény  | Helyezés  | Eredmény | Helyezés |
| --------------------- | ----------- | --------- | --------- | -------- | -------- |
| Konstantin Matusevich | Magasugrás  | 226 cm    | 17.       | kiesett  | kiesett  |
| Danny Krasnov         | Rúdugrás    | 560 cm    | 12.**     | 560 cm   | 11.*     |
| Konstantin Semyonov   | Rúdugrás    | 540 cm    | 20.**     | kiesett  | kiesett  |
| Rogel Nachum          | Hármasugrás | 16,67 m   | 17.*      | kiesett  | kiesett  |

* - egy másik versenyzővel azonos eredményt ért el

** - két másik versenyzővel azonos eredményt ért el

## Birkózás
Kötöttfogású
| Versenyző            | Versenyszám | 32-es főtábla            | Nyolcaddöntő                                 | Negyeddöntő       | Elődöntő                  | Vigaszág 2. kör   | Vigaszág 3. kör   | Vigaszág 4. kör   | Vigaszág 5. kör   | Vigaszág 6. kör               | Bronz- mérkőzés                            | Döntő             | Helyezés |
| Versenyző            | Versenyszám | Ellenfél Eredmény        | Ellenfél Eredmény                            | Ellenfél Eredmény | Ellenfél Eredmény         | Ellenfél Eredmény | Ellenfél Eredmény | Ellenfél Eredmény | Ellenfél Eredmény | Ellenfél Eredmény             | Ellenfél Eredmény                          | Ellenfél Eredmény | Helyezés |
| -------------------- | ----------- | ------------------------ | -------------------------------------------- | ----------------- | ------------------------- | ----------------- | ----------------- | ----------------- | ----------------- | ----------------------------- | ------------------------------------------ | ----------------- | -------- |
| Gotcha Tsitsiashvili | 82 kg       | Tuomo Karila (FIN) · 2–0 | Pak Mjongszok (Park Myeong-Seok) (KOR) · 4–1 | erőnyerő          | Thomas Zander (GER) · 1–3 |                   |                   |                   |                   | Daulet Turlihanov (KAZ) · 0–4 | Az 5. helyért · Martin Lidberg (SWE) · 0–0 |                   | 5.       |

## Cselgáncs
Férfi
| Versenyző        | Versenyszám | Selejtező         | 32-es főtábla            | Nyolcaddöntő      | Negyeddöntő       | Elődöntő          | Vigaszág első kör | Vigaszág negyeddöntő | Vigaszág elődöntő | Bronz- mérkőzés   | Döntő             | Helyezés |
| Versenyző        | Versenyszám | Ellenfél Eredmény | Ellenfél Eredmény        | Ellenfél Eredmény | Ellenfél Eredmény | Ellenfél Eredmény | Ellenfél Eredmény | Ellenfél Eredmény    | Ellenfél Eredmény | Ellenfél Eredmény | Ellenfél Eredmény | Helyezés |
| ---------------- | ----------- | ----------------- | ------------------------ | ----------------- | ----------------- | ----------------- | ----------------- | -------------------- | ----------------- | ----------------- | ----------------- | -------- |
| Shay-Oren Smadja | Váltósúly   | erőnyerő          | Iraklı Uznadze (TUR) · V | kiesett           | kiesett           | kiesett           |                   |                      |                   |                   |                   | 21.      |

Női
| Versenyző | Versenyszám | Selejtező              | Nyolcaddöntő                      | Negyeddöntő          | Elődöntő          | Vigaszág első kör | Vigaszág negyeddöntő             | Vigaszág elődöntő       | Bronz- mérkőzés                             | Döntő             | Helyezés |
| Versenyző | Versenyszám | Ellenfél Eredmény      | Ellenfél Eredmény                 | Ellenfél Eredmény    | Ellenfél Eredmény | Ellenfél Eredmény | Ellenfél Eredmény                | Ellenfél Eredmény       | Ellenfél Eredmény                           | Ellenfél Eredmény | Helyezés |
| --------- | ----------- | ---------------------- | --------------------------------- | -------------------- | ----------------- | ----------------- | -------------------------------- | ----------------------- | ------------------------------------------- | ----------------- | -------- |
| Yael Arad | Váltósúly   | Birgit Blum (LIE) · GY | Valentyina Kamszuljeva (KAZ) · GY | Emoto Júko (JPN) · V |                   |                   | Tatyjana Bogomjagkova (RUS) · GY | Sara Álvarez (ESP) · GY | Csong Szongszuk (Jeong Seong-Suk) (KOR) · V |                   | 5.       |

## Kajak-kenu

### Síkvízi
Női
| Versenyző  | Versenyszám       | Előfutam | Előfutam | Előfutam | Vigaszág | Vigaszág | Vigaszág | Elődöntő | Elődöntő | Elődöntő | Döntő   | Döntő    |
| Versenyző  | Versenyszám       | Idő      | Hely.    | Össz.    | Idő      | Hely.    | Össz.    | Idő      | Hely.    | Össz.    | Idő     | Helyezés |
| ---------- | ----------------- | -------- | -------- | -------- | -------- | -------- | -------- | -------- | -------- | -------- | ------- | -------- |
| Lior Carmi | Kajak egyes 500 m | 1:57,675 | 6.       | 13.      | 2:05,737 | 4.       | 10.      | 1:54,899 | 7.       | 13.      | kiesett | kiesett  |

## Ökölvívás
| Versenyző       | Versenyszám | Selejtező                      | Nyolcaddöntő      | Negyeddöntő       | Elődöntő          | Döntő             | Helyezés |
| Versenyző       | Versenyszám | Ellenfél Eredmény              | Ellenfél Eredmény | Ellenfél Eredmény | Ellenfél Eredmény | Ellenfél Eredmény | Helyezés |
| --------------- | ----------- | ------------------------------ | ----------------- | ----------------- | ----------------- | ----------------- | -------- |
| Vacislav Neiman | Légsúly     | Bolat Zsumagyilov (KAZ) · 7–18 | kiesett           | kiesett           | kiesett           | kiesett           | 17.      |

## Sportlövészet
Férfi
| Versenyző      | Versenyszám           | Selejtező | Selejtező | Döntő   | Döntő    |
| Versenyző      | Versenyszám           | Pont      | Helyezés  | Pont    | Helyezés |
| -------------- | --------------------- | --------- | --------- | ------- | -------- |
| Alex Tripolski | Légpisztoly           | 572       | 39.*      | kiesett | kiesett  |
| Alex Tripolski | Szabadpisztoly        | 558       | 16.**     | kiesett | kiesett  |
| Boris Polak    | Légpuska              | 581       | 33.**     | kiesett | kiesett  |
| Boris Polak    | Sportpuska, összetett | 1162      | 22.***    | kiesett | kiesett  |
| Boris Polak    | Sportpuska, fekvő     | 594       | 20.*****  | kiesett | kiesett  |
| Guy Starik     | Sportpuska, fekvő     | 593       | 26.***    | kiesett | kiesett  |
| Guy Starik     | Sportpuska, összetett | 1164      | 13.****   | kiesett | kiesett  |

* - egy másik versenyzővel azonos eredményt ért el

** - két másik versenyzővel azonos eredményt ért el

*** - három másik versenyzővel azonos eredményt ért el

**** - négy másik versenyzővel azonos eredményt ért el

***** - öt másik versenyzővel azonos eredményt ért el

## Súlyemelés
| Versenyző          | Versenyszám | Szakítás                 | Szakítás                 | Lökés    | Lökés    | Összesen | Helyezés |
| Versenyző          | Versenyszám | Eredmény                 | Helyezés                 | Eredmény | Helyezés | Összesen | Helyezés |
| ------------------ | ----------- | ------------------------ | ------------------------ | -------- | -------- | -------- | -------- |
| Vacislav Ivanovsky | 99 kg       | érvényes kísérlet nélkül | érvényes kísérlet nélkül | kiesett  | kiesett  | kiesett  | kiesett  |

## Úszás
Férfi
| Versenyző                                             | Versenyszám            | Előfutam | Előfutam | Előfutam | Döntő   | Döntő   | Döntő   | Helyezés |
| Versenyző                                             | Versenyszám            | Idő      | Hely.    | Össz.    | Típus   | Idő     | Hely.   | Helyezés |
| ----------------------------------------------------- | ---------------------- | -------- | -------- | -------- | ------- | ------- | ------- | -------- |
| Yoav Bruck                                            | 50 m gyors             | 23,22    | 8.       | 24.      | kiesett | kiesett | kiesett | kiesett  |
| Yoav Bruck                                            | 100 m gyors            | 50,61    | 5.       | 22.      | kiesett | kiesett | kiesett | kiesett  |
| Eithan Urbach                                         | 100 m hát              | 56,74    | 1.       | 22.      | kiesett | kiesett | kiesett | kiesett  |
| Vagyim Alekszejev                                     | 100 m mell             | 1:02,92  | 6.       | 18.*     | kiesett | kiesett | kiesett | kiesett  |
| Vagyim Alekszejev                                     | 200 m mell             | 2:20,47  | 8.       | 27.      | kiesett | kiesett | kiesett | kiesett  |
| Dan Kutler                                            | 100 m pillangó         | 55,11    | 5.       | 31.      | kiesett | kiesett | kiesett | kiesett  |
| Eithan Urbach Vagyim Alekszejev Dan Kutler Yoav Bruck | 4 × 100 m vegyes váltó | 3:42,24  | 4.       | 8.       | A       | 3:42,90 | 8.      | 8.       |

## Vitorlázás
Férfi
| Versenyző               | Versenyszám     | Futam | Futam | Futam | Futam | Futam | Futam | Futam | Futam | Futam | Futam | Futam | Pontszám | Helyezés |
| Versenyző               | Versenyszám     | 1     | 2     | 3     | 4     | 5     | 6     | 7     | 8     | 9     | 10    | 11    | Pontszám | Helyezés |
| ----------------------- | --------------- | ----- | ----- | ----- | ----- | ----- | ----- | ----- | ----- | ----- | ----- | ----- | -------- | -------- |
| Gal Fridman             | Szörfvitorlázás | 1     | 6     | 5     | 3     | (10)  | 1     | (9)   | 4     | 1     |       |       | 21,0     |          |
| Nir Shental Ran Shental | 470-es osztály  | 17    | 13    | (29)  | 6     | 6     | 26    | 19    | (37)  | 22    | 9     | 14    | 132,0    | 19.      |

Női
| Versenyző                  | Versenyszám    | Futam | Futam | Futam | Futam | Futam | Futam | Futam | Futam | Futam | Futam | Futam | Pontszám | Helyezés |
| Versenyző                  | Versenyszám    | 1     | 2     | 3     | 4     | 5     | 6     | 7     | 8     | 9     | 10    | 11    | Pontszám | Helyezés |
| -------------------------- | -------------- | ----- | ----- | ----- | ----- | ----- | ----- | ----- | ----- | ----- | ----- | ----- | -------- | -------- |
| Shani Kedmi Anat Fabrikant | 470-es osztály | 8     | 15    | (23)  | 7     | 10    | 14    | (23)  | 13    | 10    | 13    | 3     | 93,0     | 12.      |

## Vívás
Női
| Versenyző                                             | Versenyszám | Selejtező                     | 32-es főtábla                     | Nyolcaddöntő                                               | Negyeddöntő       | Elődöntő          | Bronz- mérkőzés                                                                                 | Döntő             | Helyezés |
| Versenyző                                             | Versenyszám | Ellenfél Eredmény             | Ellenfél Eredmény                 | Ellenfél Eredmény                                          | Ellenfél Eredmény | Ellenfél Eredmény | Ellenfél Eredmény                                                                               | Ellenfél Eredmény | Helyezés |
| ----------------------------------------------------- | ----------- | ----------------------------- | --------------------------------- | ---------------------------------------------------------- | ----------------- | ----------------- | ----------------------------------------------------------------------------------------------- | ----------------- | -------- |
| Lydia Czuckermann-Hatuel                              | Tőr, egyéni | erőnyerő                      | Felicia Zimmermann (USA) · 15–12  | Monika Weber-Koszto (GER) · 13–15                          | kiesett           | kiesett           | kiesett                                                                                         | kiesett           | 13.      |
| Ayelet Ohayon                                         | Tőr, egyéni | Carmen Rodríguez (GUA) · 15–2 | Sabine Bau (GER) · 10–15          | kiesett                                                    | kiesett           | kiesett           | kiesett                                                                                         | kiesett           | 26.      |
| Lilach Parisky                                        | Tőr, egyéni | Yanina Iannuzzi (ARG) · 15–7  | Laura Cârlescu-Badea (ROU) · 5–15 | kiesett                                                    | kiesett           | kiesett           | kiesett                                                                                         | kiesett           | 30.      |
| Lydia Czuckermann-Hatuel Ayelet Ohayon Lilach Parisky | Tőr, csapat |                               |                                   | Kína (CHN) · Liang Jun · Wang Huifeng · Xiao Aihua · 29–45 |                   |                   | A 9. helyért · Egyesült Államok (USA) · Ann Marsh · Felicia Zimmermann · Suzanne Paxton · 45–39 |                   | 9.       |